# قمری الماسی
قمری الماسی یا قمری چینی (نام علمی: Geopelia cuneata) (به انگلیسی: diamond dove)، یکی از پرندگان بومی استرالیا است. این پرنده غالباً در نواحی نیمه خشک مرکز، غرب و شمال استرالیا در نزدیکی آب زندگی می‌کند. در هنگامی که مرکز استرالیا خیلی خشک شود، قمری‌های الماسی گاهی در پارک‌ها و باغ‌های جنوب استرالیا نیز دیده می‌شوند. پرنده‌ای که در ایران با نام قمری چینی شناخته می‌شود را نباید با قمری خالدار (Spilopelia chinensis) اشتباه گرفت که در نام علمی آن واژۀ chinensis به کار رفته است.

## ویژگی‌ها

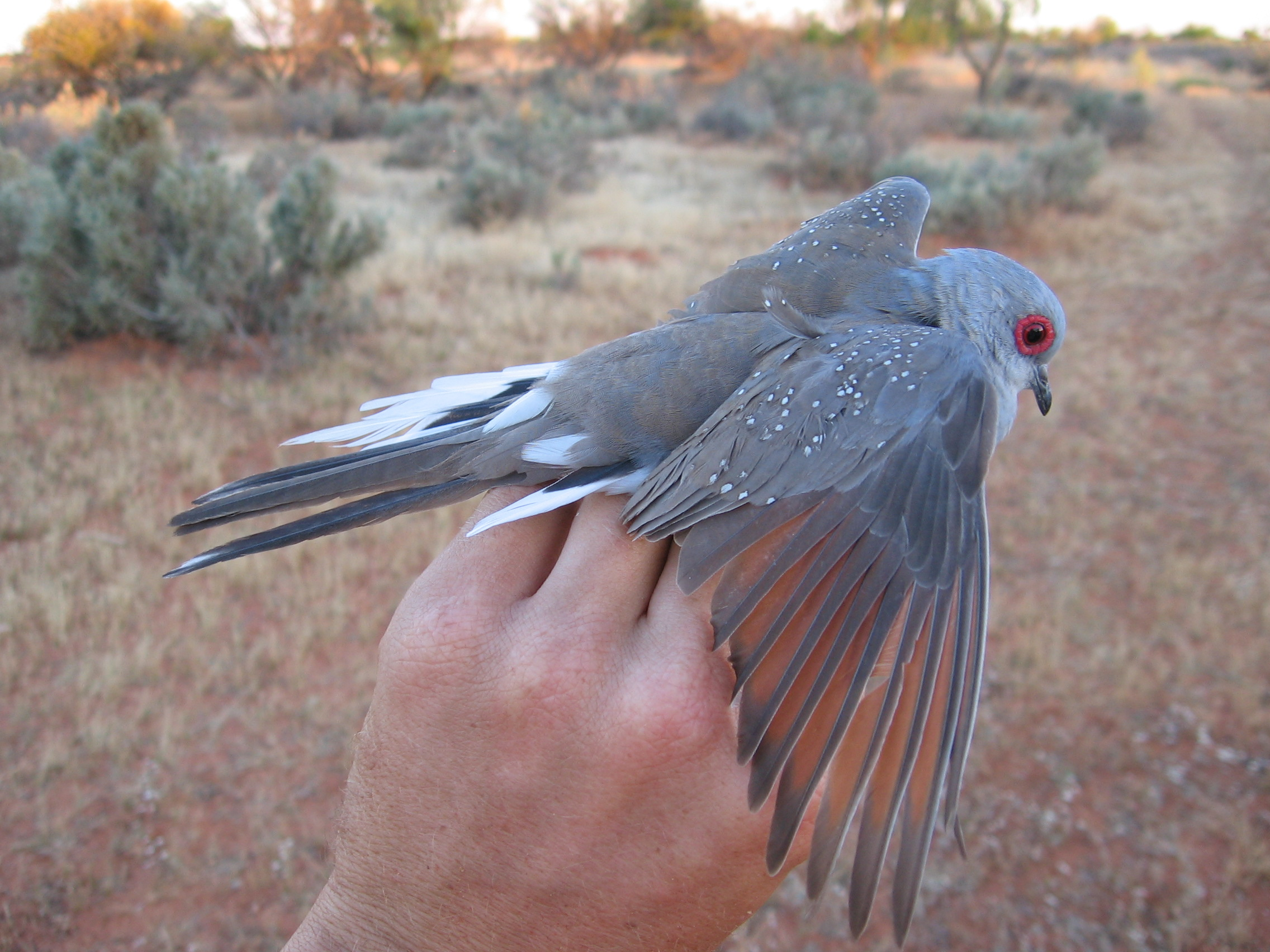
رنگ قرمز کم‌رنگ در بخش داخلی پرهای اصلی پرنده در این تصویر کاملاً مشخص است.

قمری الماسی پرنده‌ای به طول ۱۹ تا ۲۱ سانتی‌متر است. هر دو جنس نر و ماده پرنده دارای بال‌هایی با لکه‌های سفید و کناره‌های سیاه، چشمانی قرمز و حلقه‌های نارنجی رنگ دور چشم هستند. دو جنس شبیه به یکدیگر هستند، اما حلقه دور چشم پرنده ماده کم‌رنگ‌تر و پرهای آن قهوه‌ای‌تر است. سر، گردن و سینه پرنده نر به رنگ آبی مایل به خاکستری روشن است. شکم پرنده به رنگ کرمی و پشت و دم خاکستری مایل به قهوه‌ای است. پاها صورتی رنگ هستند.